# Aedes rimandoi
Aedes rimandoi är en tvåvingeart som beskrevs av Basio 1971. Aedes rimandoi ingår i släktet Aedes och familjen stickmyggor.
Artens utbredningsområde är Filippinerna. Inga underarter finns listade i Catalogue of Life.